# Robert Abdesselam
Robert Abdesselam, (El Biar (Algerije), 27 januari 1920 – Parijs, 26 juli 2006) was een tennisser uit Frankrijk. Hij was later ook advocaat en politicus. In zijn tenniscarrière won hij geen enkele titel – hij nam wel verscheidene malen deel aan een grandslamtoernooi.

## Resultaten grandslamtoernooien
| Legenda | Legenda                          |
| ------- | -------------------------------- |
| g.t.    | geen toernooi gehouden           |
| l.c.    | lagere categorie                 |
| –       | niet deelgenomen                 |
| G       | uitgeschakeld in de groepsfase   |
| 1R      | uitgeschakeld in de eerste ronde |
| 2R      | uitgeschakeld in de tweede ronde |
| 3R      | uitgeschakeld in de derde ronde  |
| 4R      | uitgeschakeld in de vierde ronde |
| KF      | uitgeschakeld in de kwartfinale  |
| HF      | uitgeschakeld in de halve finale |
| F       | de finale verloren               |
| W       | het toernooi gewonnen            |
| w-v     | winst/verlies-balans             |

### Enkelspel
| toernooi        | 1937 | 1938 | 1939 | 1946 | 1947 | 1948 | 1949 | 1950 | 1951 | 1952 | 1953 | 1954 | 1955 | 1956 | 1957 | 1963 |
| --------------- | ---- | ---- | ---- | ---- | ---- | ---- | ---- | ---- | ---- | ---- | ---- | ---- | ---- | ---- | ---- | ---- |
| Australian Open | –    | –    | –    | –    | –    | –    | –    | –    | –    | –    | –    | –    | –    | –    | –    | –    |
| Roland Garros   | 2R   | 4R   | 2R   | 2R   | 4R   | 3R   | KF   | 3R   | 3R   | 3R   | 3R   | 3R   | 2R   | 3R   | 2R   | 1R   |
| Wimbledon       | –    | –    | 2R   | 1R   | 4R   | 2R   | 2R   | –    | –    | –    | 2R   | –    | –    | 1R   | –    | –    |
| US Open         | –    | –    | –    | –    | 2R   | 2R   | 3R   | 1R   | –    | –    | –    | –    | –    | –    | –    | 1R   |